# Старий Сентег
Старий Сенте́г (рос. Старый Сентег) — присілок в Зав'яловському районі Удмуртії, Росія.
Знаходиться на схід від присілка Шабердіно, на півдороги до присілка Люк.

## Населення
Населення — 129 осіб (2012; 87 в 2010).
Національний склад станом на 2002 рік:
- удмурти — 95 %

## Урбаноніми[3]
- вулиці — Нагірна, Трактова
- провулки — Нагірний